# La Saulce

Laragne-Montéglin este o comună în departamentul Hautes-Alpes, Franța. În 1 ianuarie 2022 avea o populație de 1.375 de locuitori.